# Thaumaglossa pauliani
Thaumaglossa pauliani là một loài bọ cánh cứng trong họ Dermestidae. Loài này được Pic in Paulian miêu tả khoa học năm 1953.